# Majdan Abramowski
Majdan Abramowski – wieś w Polsce położona w województwie lubelskim, w powiecie biłgorajskim, w gminie Goraj.
| SIMC    | Nazwa           | Rodzaj    |
| ------- | --------------- | --------- |
| 0887902 | Dół             | część wsi |
| 0887919 | Smylowska Góra  | część wsi |
| 0887925 | Wasilowska Góra | część wsi |

W latach 1975–1998 miejscowość administracyjnie należała do województwa zamojskiego. 
Wieś jest sołectwem w gminie Goraj. Według Narodowego Spisu Powszechnego z roku 2011 wieś liczyła 97 mieszkańców i była dwunastą co do liczby ludności miejscowością gminy.
Wierni Kościoła rzymskokatolickiego należą do parafii św. Kazimierza Królewicza w Radzięcinie.